# Saison 7 des Goldberg
 (mars 2021).
Si vous disposez d'ouvrages ou d'articles de référence ou si vous connaissez des sites web de qualité traitant du thème abordé ici, merci de compléter l'article en donnant les références utiles à sa vérifiabilité et en les liant à la section « Notes et références ».
Chronologie
Saison 6 Saison 8
Cet article présente le guide des épisodes de la septième saison de la série télévisée américaine Les Goldberg.

## Généralités
- Aux États-Unis, cette septième saison a été diffusée du 25 septembre 2019 au 13 mai 2020 sur le réseau ABC.
- Au Canada, elle a été diffusée en simultané sur le réseau CTV 2.

## Distribution

### Acteurs principaux
- Wendi McLendon-Covey (VFB : Delphine Moriau) : Beverly Goldberg
- Sean Giambrone (en) (VFB : Tim Belasri) : Adam Goldberg (jeune)
- Troy Gentile (VFB : Thibaut Delmotte) : Barry Goldberg
- Hayley Orrantia (VFB : Claire Tefnin) : Erica Goldberg
- Jeff Garlin (VFB : Michel Hinderyckx) : Murray Goldberg
- George Segal (VFB : François Mairet) : Pops Solomon
- Patton Oswalt (VFB : Philippe Allard) : Adam Goldberg (voix off adulte)
- Sam Lerner (VFB : Antoni Lo Presti) : Geoff Schwartz

### Acteurs récurrents et invités
- Amanda Michalka (VF : Helena Coppejans) : Lainey Lewis
- Kenny Ridwan (en) (VFB : Alexis Flamant) : Dave Kim

## Épisodes

### Épisode 1:Les vacances des Goldbergs
- États-Unis /  Canada : 25 septembre 2019 sur ABC / CTV 2

### Épisode 2:Le retour de Dana
- États-Unis /  Canada : 2 octobre 2019 sur ABC / CTV 2

### Épisode 3:La bouffe de Geoff
- États-Unis /  Canada : 9 octobre 2019 sur ABC / CTV 2

### Épisode 4:American College
- États-Unis /  Canada : 16 octobre 2019 sur ABC / CTV 2

### Épisode 5:Le jeudi des parents
- États-Unis /  Canada : 23 octobre 2019 sur ABC / CTV 2

### Épisode 6:Le fantôme des Goldberg, une histoire 100% vraie
- États-Unis /  Canada : 30 octobre 2019 sur ABC / CTV 2

### Épisode 7:Combat de catch
- États-Unis /  Canada : 6 novembre 2019 sur ABC / CTV 2

### Épisode 8:Thanks gavant
- États-Unis /  Canada : 20 novembre 2019 sur ABC / CTV 2

### Épisode 9:Le livre de cuisine de Beverly Goldberg, tome 2
- États-Unis /  Canada : 4 décembre 2019 sur ABC / CTV 2

### Épisode 10:La vie est belle
- États-Unis /  Canada : 11 décembre 2019 sur ABC / CTV 2

### Épisode 11:Pickleball
- États-Unis /  Canada : 15 janvier 2020 sur ABC / CTV 2

### Épisode 12:Soirée jeux
- États-Unis /  Canada : 22 janvier 2020 sur ABC / CTV 2

### Épisode 13:Geoff la bonne pâte
- États-Unis /  Canada : 29 janvier 2020 sur ABC / CTV 2

### Épisode 14:Opération Preventa
- États-Unis /  Canada : 12 février 2020 sur ABC / CTV 2

### Épisode 15:La fête chez Dave Kim
- États-Unis /  Canada : 19 février 2020 sur ABC / CTV 2

### Épisode 16:Échange de corps
- États-Unis /  Canada : 26 février 2020 sur ABC / CTV 2

### Épisode 17:Une histoire de poisson
- États-Unis /  Canada : 18 mars 2020 sur ABC / CTV 2

### Épisode 18:La grande aventure de Choupinet
- États-Unis /  Canada : 25 mars 2020 sur ABC / CTV 2

### Épisode 19:L'heure de l'île
- États-Unis /  Canada : 1er avril 2020 sur ABC / CTV 2

### Épisode 20:Le retour du roi du Formica
- États-Unis /  Canada : 15 avril 2020 sur ABC / CTV 2

### Épisode 21:Le duo fiasco
- États-Unis /  Canada : 22 avril 2020 sur ABC / CTV 2

### Épisode 22:Une mère crampon
- États-Unis /  Canada : 6 mai 2020 sur ABC / CTV 2

### Épisode 23:Dans l'ombre de la reine
- États-Unis /  Canada : 13 mai 2020 sur ABC / CTV 2